# Åke Johansson (centerpartist)
Åke Johansson, född 19 september 1936 i Forserum, Jönköpings län, är en centerpartistisk politiker och tidigare kommunalråd i Jönköpings kommun.
Han har bland annat arbetat vid Systembolaget (1950), Jönköpings läns slakteriförening (1951–1959), Riksost (1960–1969) och Scan (1970–1977). 
Han var ordförande i kommunfullmäktige i Jönköping mellan 1974 och 1977. Därefter var han kommunalråd och ordförande i kommunstyrelsen (1978–1991 och 1995–2004).
År 2011 tilldelades han Bramstorpsplaketten, Centerpartiets högsta utmärkelse, tillsammans med Birgitta Sellén, Per Söderberg, Einar Persson och Karin Starrin.